# Leucania dialeuca
Leucania dialeuca là một loài bướm đêm trong họ Noctuidae.